# (7895) Kaseda
(7895) Kaseda ist ein Asteroid des äußeren Hauptgürtels, der am 22. Februar 1995 vom japanischen Amateurastronomen Fumiaki Uto am Uto-Observatorium (IAU-Code 365) in Kashihara in der Präfektur Nara entdeckt wurde.
Der Asteroid wurde am 8. Dezember 1998 nach Kaseda (seit 2005 Minamisatsuma) in der Präfektur Kagoshima, der Geburtsstadt des Entdeckers, benannt.